# Пауль Вільгельм Маґнус
Пауль Вільгельм Маґнус (нім. Paul Wilhelm Magnus; 29 лютого 1844 — 13 березня 1914) — німецький ботанік і міколог.
Маґнус народився в Берліні. Вивчав природничі науки в університетах Берліна та Фрайбурґа. Бувши студентом Александра Брауна в Берліні, він здобув ступінь доктора філософії в 1870 році, захистивши дисертацію про водні рослини роду різуха (Najas). У 1875 році він став приват-доцентом у Берліні, де, починаючи з 1880 року, обіймав посаду доцента кафедри ботаніки.
Від 1871 до 1874 року як ботанік на борту судна «Померанія» він проводив дослідження водоростей, знайдених у Північному та Балтійському морях, а також у затоці Шляй. У 1893 році він відіграв важливу роль у заснуванні Biologische und Fischereistation Müggelsee (зараз служить вимірювальною станцією для інституту Leibniz-Institut für Gewässerökologie und Binnenfischerei). Протягом своєї кар'єри він аналізував матеріали, зібрані іншими ботаніками, зокрема зразки, зібрані Йозефом Фрідріхом Ніколаусом Борнмюллером (з Туреччини та Сирії), Георгом Швайнфуртом (з Еритреї) та Рудольфом Марлотом (з Південної Африки). Він помер у Берліні у віці 70 років.
Майже половина з його понад 600 робіт стосувалися мікологічних тем, і його пам'ятають за дослідженнями паразитичних грибів родин Ustilaginaceae та Uredinaceae. Він був відповідальним за «Die Pilze (Fungi) von Tirol, Vorarlberg und Liechtenstein», 810-сторінкову монографію про гриби, яка була томом 3 серії Далла Торре та Зарнтгайна про флору Тіролю, Форарльберґу та Ліхтенштайну.

## Вибрані твори
- Erstes Verzeichniss der ihm aus dem Kanton Graubünden bekannt gewordenen Pilze, 1890.
- Unsere Kenntnis unterirdisch lebender streng parasitischer Pilze und die biologische Bedeutung eines solchen unterirdischen Parasitismus, 1892.
- Vierter Beitrag zur Pilzflora von Franken, 1906.